# Adventure (Guyana)
Adventure ist eine Gemeinde an der Mündung des Essequibo in der Provinz Pomeroon-Supenaam im nördlichen Teil Guyanas. Die Gemeinde liegt am linken Ufer des Flusses, einen Kilometer südlich von Onderneeming. 

## Geschichte
Bis in die 1950er Jahre war Adventure der von der Kolonialverwaltung Britisch-Guayanas bevorzugte Umschlagplatz am Mündungsdelta des Essequibo.

## Verkehr
In Adventure gibt es eine Anlegestellen für die auf dem Essequibo verkehrenden Fähren, unter anderem nach Parika am rechten Ufer des Essequibo. Von Parika aus kann man auf Straßen entlang der Westküste nach Georgetown fahren.

## Literarischer Schauplatz
Gerald Durrells Buch Three Singles to Adventure spielt in Adventure.